# Distrikt Palcazú
Der Distrikt Palcazú liegt in der Provinz Oxapampa in der Verwaltungsregion Pasco in Peru. Der Distrikt wurde am 6. Juni 1986 gegründet. Er besitzt eine Fläche von 2887 km². Beim Zensus 2017 wurden 8257 Einwohner gezählt. Im Jahr 1993 lag die Einwohnerzahl bei 5687, im Jahr 2007 bei 8810. Sitz der Distriktverwaltung ist die 275 m hoch gelegene Ortschaft Iscozacín mit 2056 Einwohnern (Stand 2017). Iscozacín liegt an der Mündung des Río Iscozacín in den Río Palcazú, etwa 50 km nordöstlich der Provinzhauptstadt Oxapampa.

## Geographische Lage
Der Distrikt Palcazú liegt zentral in der Provinz Oxapampa. Er umfasst die Beckenlandschaft zwischen den Höhenzügen Cordillera Yanachaga im Westen und Cordillera de San Matías-San Carlos im Osten. Der Río Palcazú durchfließt das Gebiet in nördlicher Richtung. Das Biosphärenreservat Oxapampa-Asháninka-Yánesha erstreckt sich über den Süden des Distrikts.
Der Distrikt Palcazú grenzt im Westen an die Distrikte Huancabamba und Pozuzo, im Norden an den Distrikt Codo del Pozuzo (Provinz Puerto Inca), im Osten an die Distrikte Constitución und Puerto Bermúdez sowie im Süden an die Distrikte Villa Rica und Oxapampa.